# Flémalle
Flémalle (tiếng Wallon: Flémåle) là một đô thị ở tỉnh Liége. Tại thời điểm ngày 1 tháng 1 năm 2006, Flémalle có tổng dân số 25.140 người. Tổng diện tích là 36,68 km² với mật độ dân số 685 người trên mỗi km².
Mã bưu chính là 4400

## Đơn vị hành chính
- Awirs (gồm làng La Gleixhe)
- Cahottes
- Chokier (Walloon: Tchôkire)
- Flémalle-Grande (Walloon: Li Grande Flémåle)
- Flémalle-Haute (Walloon: Li Hôte Flémåle)
- Ivoz-Ramet
- Mons-lez-Liège
- Trixhes

## Kết nghĩa
- Piombino, Italia